# RuPay
RuPay — национальная платёжная система Индии, созданная Национальной платёжной корпорацией Индии (NPCI) по требованию Резервного банка Индии. Название «RuPay» — это сокращение от слов «indian rupee» и «payment»; в логотипе использованы цвета национального флага.

## Общая информация
Предпосылками создания собственной системы было желание уйти от монополии международных платёжных систем и снизить стоимость транзакций, поскольку в Индии около 90 % транзакций по кредитным картам и почти 100 % транзакций по дебетовым картам не выходят за пределы страны.
Карточная система RuPay была запущена 26 марта 2012 года. Карты RuPay принимаются во всех банкоматах и POS-терминалах Индии.
Карты RuPay имеют встроенный чип, отвечающий стандартам EMV.
На конец 2015 года на карты RuCard приходилось около 20 % транзакций, проводящихся в Индии. В 2018 году было отмечено, что в Индии 0,5 млрд карт RuPay — 50 % от всех карт в стране. К ноябрю 2020 года выпущено более 0,6 млрд карт RuPay; доля рынка RuPay в ноябре 2020 года увеличилась до более чем 60 % от общего количества выпущенных карт по сравнению с 17 % рынка в 2017 году
Любопытно, что название «RUPay» в 2002—2008 годах носила российская система RBK Money.

## Проекты с участием RuPay

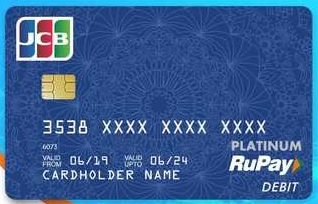
Карта RuPay-JCB Global

Национальная платёжная корпорация Индии вошла в стратегическое партнёрство с Discover Financial Services, что позволило обеспечить приём карт RuPay в глобальной платёжной сети Discover за пределами Индии.
RuPay также предоставил унифицированную карту «Kisan Card», позволяющую фермерам совершать транзакции в банкоматах и POS-терминалах.
Kotak Mahindra Bank в партнёрстве с RuPay реализовали проект, благодаря которому фермеры из 75 кооперативов в Западной Бенгалии могут получать платежи за реализованное молоко напрямую на свои счета в день продажи товара. Эта же модель планируется к внедрению в штате Гуджарат, где участвовать в платёжной программе будут 1200 кооперативов с 300 000 фермерами.